# Jean Louis Bausart

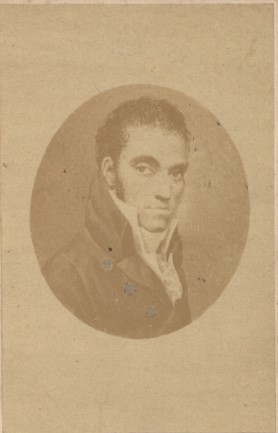
Directeur van het Bedelaarsgesticht in Hoogstraten van 1810 tot 1852

Jean Louis Bausart (Sotteville-lès-Rouen, 18 maart 1778 - Mechelen, 25 oktober 1852) was een Frans-Belgische ambtenaar en politicus die vooral bekendheid verwierf als directeur van het Bedelaarsgesticht in Hoogstraten.

## Levensbeschrijving
Jean Louis Bausart werd als zoon van Louis Bausart en Marie Dyon geboren in Sotteville-lès-Rouen, Frankrijk, in 1778. Weinig is bekend over zijn vroege leven en opleiding. In 1810 vestigde hij zich in België, waar hij trouwde met Suzanne Billé, die naar verluidt hofdame was van keizerin Joséphine. Na haar overlijden in 1814 hertrouwde hij in 1831 met Joanna Wirtz. Samen kregen ze negen kinderen, waarvan er vijf op jonge leeftijd stierven. Zijn zoon Maximilien Bausart ging ook in de politiek.
Bausart ondervond als Fransman geen problemen bij de veranderingen in het politieke regime. Hij was zowel onder het Franse bewind als bij koning Willem I als bij koning Leopold I politiek actief. Hij werd beschreven als een aanhanger van Willem I, maar zijn standpunt na de Belgische omwenteling is onbekend. Op levensbeschouwelijk vlak was hij katholiek.
Bausart werd benoemd tot directeur van het Bedelaarsgesticht in Hoogstraten, waar hij vanaf 1810 tot aan zijn ontslag in 1852 werkzaam was. Onder zijn leiding werd het gesticht uitgebreid en verbeterd, met onder andere tewerkstelling van bedelaars. Doorgaans waren er enkele honderden bedelaars - mannen, vrouwen en kinderen - die onder meer tewerkgesteld werden in de boerderij, op de velden (heideontginningen) of in de vlasspinnerij. Hij was ook betrokken bij het Nederlands initiatief van Wortel-Kolonie. Hij leverde de arbeiders die nodig waren om het project op te starten. De instelling bezat ook een eigen bakkerij, smidse, schrijnwerkerij, lagere school, kapel, aalmoezenier, gasthuis en kerkhof. Hij werd opgevolgd door Leopold Delobel, directeur van 1852 tot 1877.
Naast zijn professionele bezigheden was Bausart ook actief in de lokale politiek. Hij bekleedde verschillende functies, waaronder die van schepen en lid van de provincieraad van Antwerpen. In 1828 zat Louis Bausart onder gouverneur André Charles Membrede als actief provincieraadslid in twee commissies: “Commission Provenciale d’Agriculture en “Commission Administrative des Prisons”. In 1836 werd hij voor het kanton Hoogstraten met 49 stemmen op 55 kiezers verkozen.